# Borovnice (kraj Wysoczyna)
Borovnice – miejscowość i gmina (obec) w Czechach, w kraju Wysoczyna, w powiecie Zdziar nad Sazawą. W 2022 roku liczyła 182 mieszkańców.